# Musée égyptologique de Turin
Le musée égyptien de Turin (en italien : Museo egizio) ou musée des Antiquités égyptiennes de Turin possède l'une des plus importantes collections égyptologiques du monde.
Il expose 14 800 œuvres, dont 11 500 dans les « galeries de la culture matérielle », sur près de 40 000 œuvres.
C'est le premier musée italien à avoir été partiellement privatisé en décembre 2005 dans le cadre de la création d'une fondation (Fondazione museo delle antichità egizie di Torino).

## Histoire
En 1759, Vitaliano Donati, le premier européen à effectuer des fouilles en Égypte, découvre dans le temple de Mout à Karnak les statues des déesses Isis et Sekhmet et du pharaon Ramsès II, qu'il ramène à Turin. Avec l'acquisition pour 4 000 lires piémontaises de la collection de 5 600 pièces, dont une centaine de sculptures, issue des fouilles de Bernardino Drovetti, consul de France en Égypte, Charles-Félix de Savoie fonde en 1824 le premier musée égyptien au monde, qui est installé dans le Collège des Nobles construit en 1679 par Michelangelo Garove et qui ouvre au public en 1832. Ses collections furent considérablement développées et augmentées de près de 20 000 pièces par l'archéologue et égyptologue Ernesto Schiaparelli — qui en est nommé directeur le 30 septembre 1894 et le resta jusqu'à sa mort en 1928 —, grâce aux fouilles qu'il entreprit à partir de 1903, puis son collaborateur Virginio Rosa, et que son successeur Giulio Farina poursuivit jusqu'en 1937, pour finalement porter la collection à près de 40 000 pièces. La mission archéologique italienne en Égypte découvre alors plusieurs tombes de la vallée des Reines à Thèbes, dont celle de la reine Néfertari et celle intacte de Khâ et Merit son épouse, ainsi que le village de Deir el-Médineh.
En 1824, Jean-François Champollion vient étudier durant neuf mois les nombreux papyrus du Musée de Turin pour valider ses recherches sur le déchiffrement des hiéroglyphes effectué en 1822 et cataloguer la collection, où il découvre le canon royal de Turin, l'un des trois seuls conservés donnant la chronologie des pharaons égyptiens.
En 2014, Christian Greco prend la direction du musée. Le 1er avril 2015, le musée entièrement rénové a été rouvert avec une surface plus que doublée, portée à 12 000 m2 d'espaces de visite, par une extension de 6 000 m2 comprenant une salle d'expositions temporaires et des espaces didactiques. La visite suit un parcours chronologique sur quatre niveaux, dont un sous-sol. Certains de ces travaux d'agrandissement ont été réalisés grâce au jeu de loto, basé sur les dispositions de la loi 662/96.
En janvier 2019, le musée prend la direction du projet d'envergure européenne « Transformer le musée égyptien du Caire ». Pour célébrer son bicentenaire, le musée lance la restauration de sa cour intérieure qui deviendra libre d'accès au public.

## Visite

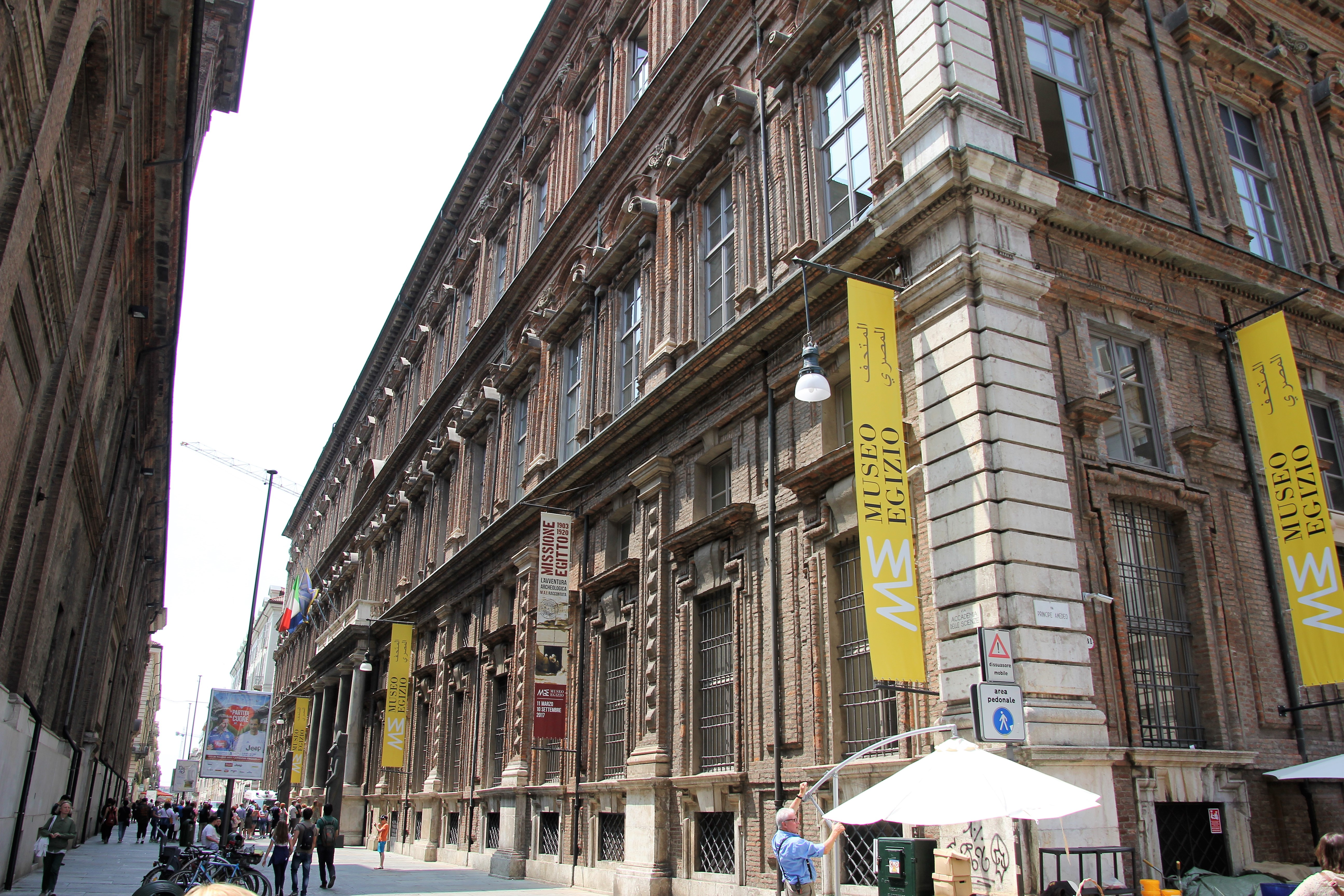
Le Musée égyptien de Turin (Museo egizio) dans sa nouvelle présentation, en 2017.

Le musée reçoit chaque année 850 000 visiteurs, ce qui le classe parmi les plus fréquentés du pays.
La visite commence au sous-sol par les deux salles d'histoire du musée et se poursuit en montant au troisième étage dédié aux expositions temporaires ou, au deuxième étage, avec les salles consacrées à l'époque préhistorique et à l'Ancien Empire, les tombes à fresques et le salon qui abrite les objets découverts dans les sites provinciaux d'Assiout, Gebelein et Qau el-Kebir, datant pour la plupart de la Première Période intermédiaire et du Moyen Empire.

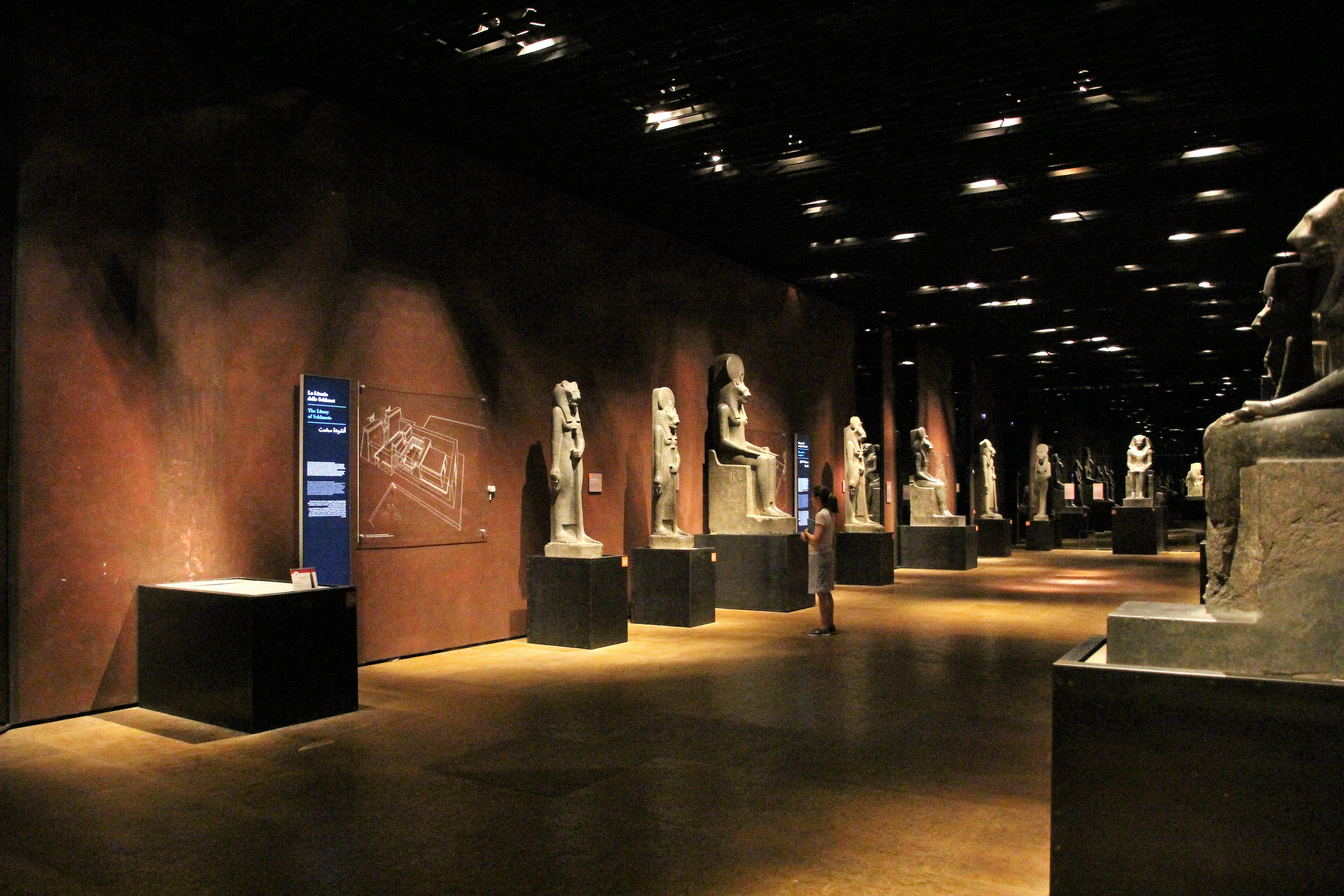
Galerie présentant les statues de la déesse Sekhmet.

Au premier étage, la présentation est plus thématique, avec des salles dédiées à Deir el-Médineh, la galerie des sarcophages, la tombe de Khâ et Merit, la vallée des Reines et les « galeries de la culture matérielle ». Les périodes gréco-romaine et Coptes puis islamique sont traitées à la fin du parcours.
Au rez-de-chaussée, on entre dans les deux grandes salles renfermant les statues monumentales du musée, dont vingt-et-une représentant la déesse Sekhmet avant de découvrir le temple d'Ellesiya, construit par Thoutmôsis III en Nubie.

## Collections
Parmi tous les musées d'art égyptien du monde, le musée de Turin se distingue par sa collection inégalée, hors du musée du Caire, de plus d'une cinquantaine de statues monumentales, en très bon état de conservation, notamment celles des pharaons Thoutmôsis III, Amenhotep II, Horemheb avec Amon, Thoutmôsis Ier, Ramsès II ou Séthi II, mais aussi par ses importantes collections de textiles, de sarcophages ou les rares fresques de deux tombes égyptiennes (tombes de Iti et Néférou et tombe de Maia).

### Tombe de Khâ et Mérit (TT8)
La sépulture de l'architecte Khâ (responsable des travaux de la nécropole de Thèbes sous Amenhotep II, Thoutmôsis IV et Amenhotep III) et de sa femme Mérit, a été découverte par Schiaparelli en 1906. C'est la sépulture complète non royale la plus abondante (440 objets) jamais trouvée en Égypte, révélant des informations importantes sur la façon dont les individus de haut rang étaient traités après leur mort.
En 2022, une analyse par spectrométrie de masse des gaz émanant des objets (notamment des bocaux scellés et des coupes contenant les restes de nourriture) a permis d'identifier dans deux tiers d'entre eux, 3 400 ans après leur dépôt, des aldéhydes et des hydrocarbures à longue chaîne caractéristiques de la cire d'abeille, de la triméthylamine associée au poisson séché et d'autres aldéhydes couramment présents dans les fruits,,.

Tombe de Khâ et Merit (TT8)
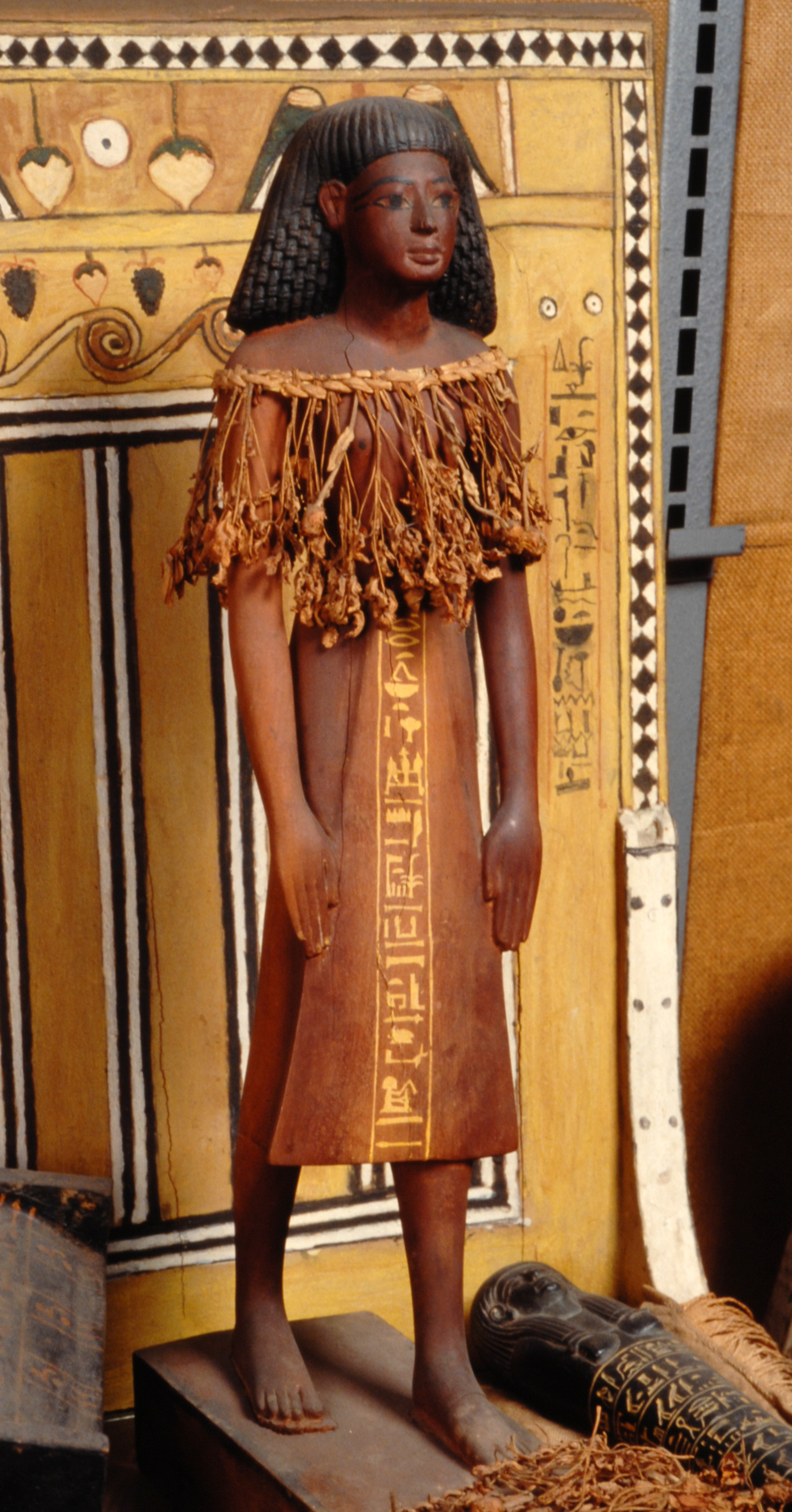
Statue de Khâ.
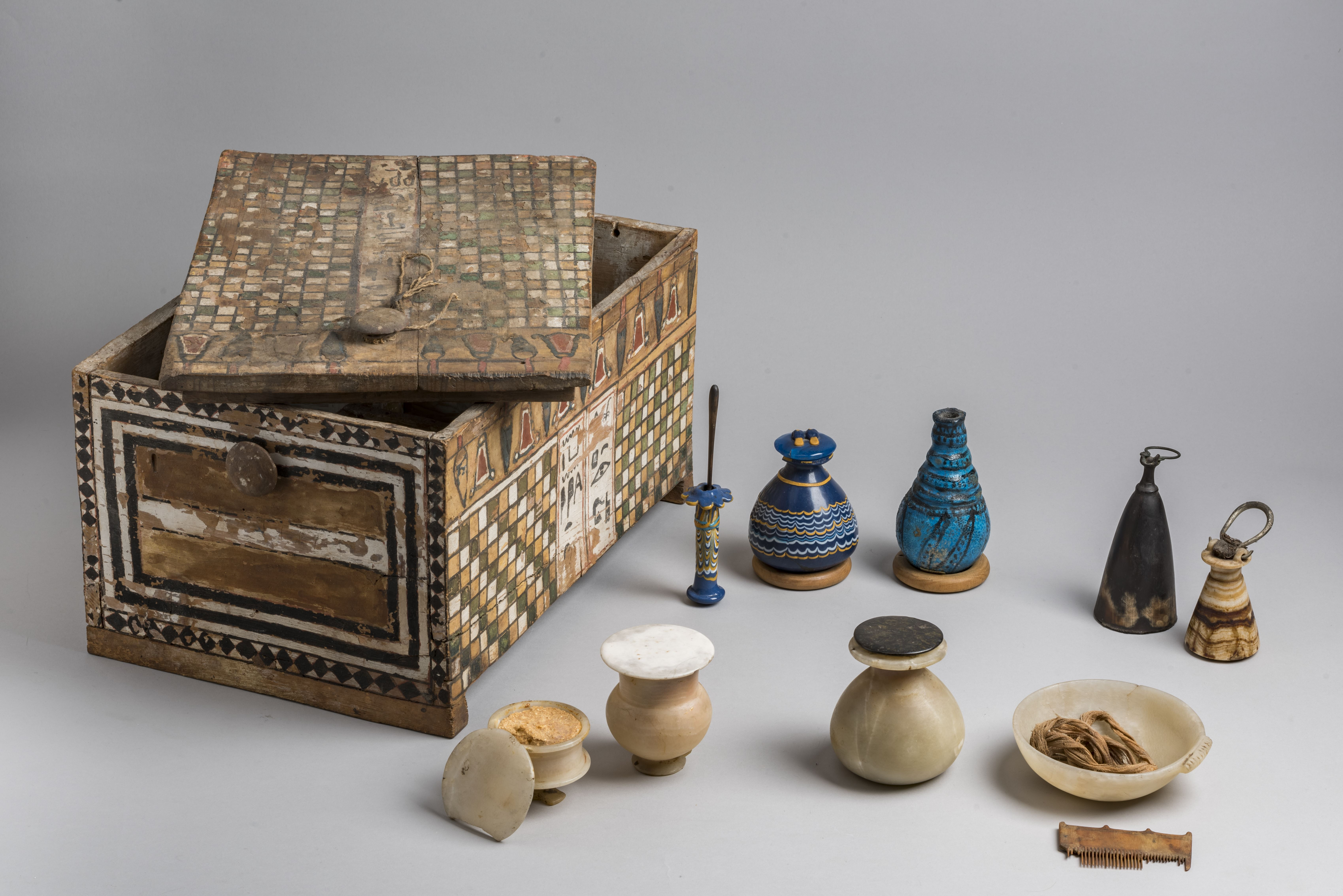
Objets issus de la tombe.
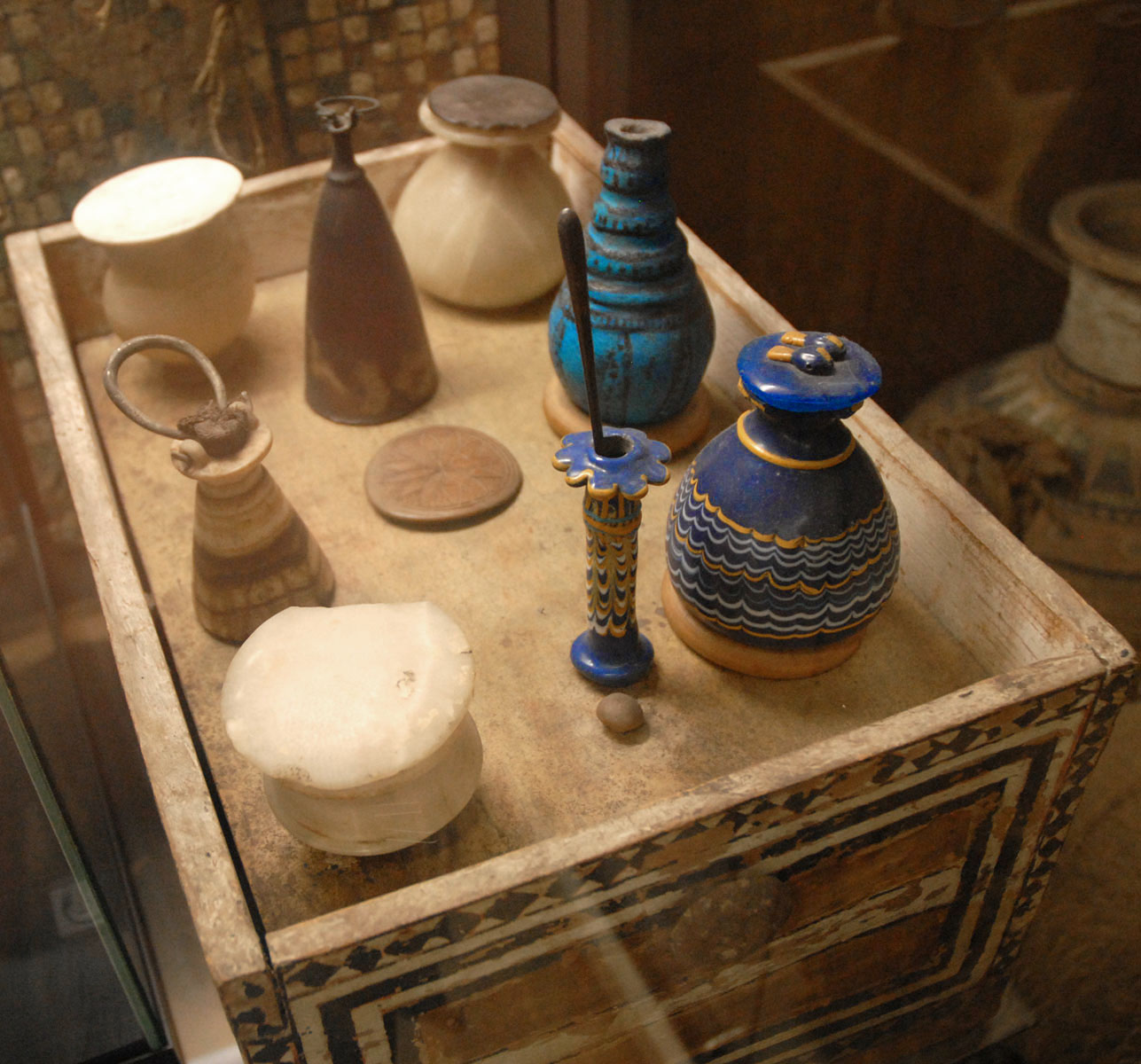
Objets issus de la tombe.

### Temple d'Ellesiya
Le temple d'Ellesiya, reconstitué, a été offert par l'Égypte en 1967 pour la contribution de l'Italie à la sauvegarde des monuments nubiens, lors de la construction du Haut barrage d'Assouan.
Ce temple rupestre, construit par Thoutmôsis III, était situé près du site de Qasr Ibrim, en Nubie. Il était dédié aux divinités Amon, Horus et Satis.

Temple rupestre d'Ellesiya
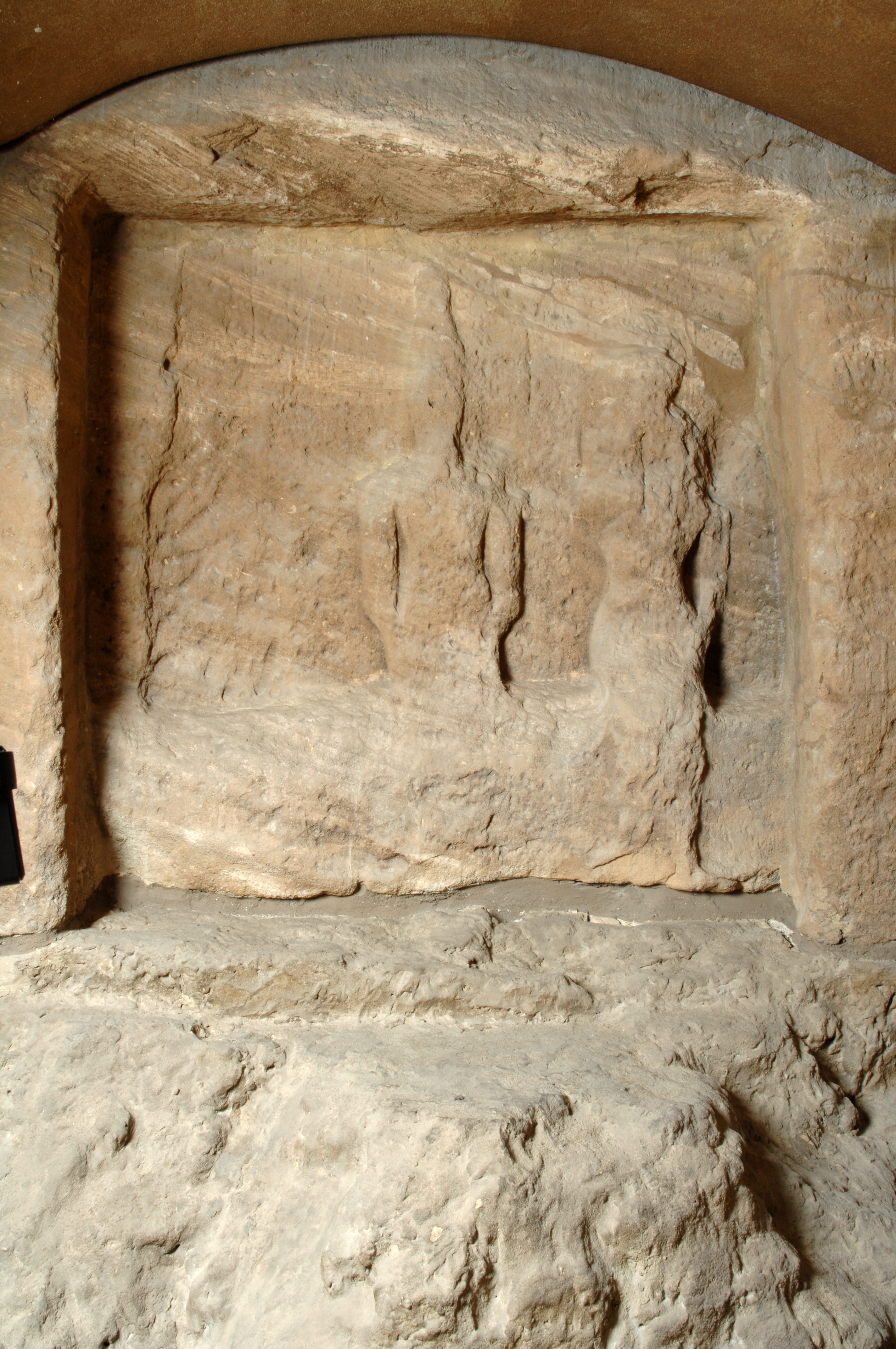

### Table isiaque
La mensa isiaca, ou table isiaque fut découverte lors du sac de Rome de 1527 et acquise par le cardinal Bembo. Sur la table de cuivre sont représentés les mystères d'Isis et les divinités égyptiennes avec leurs attributs distinctifs. La table isiaque est probablement d'origine romaine.

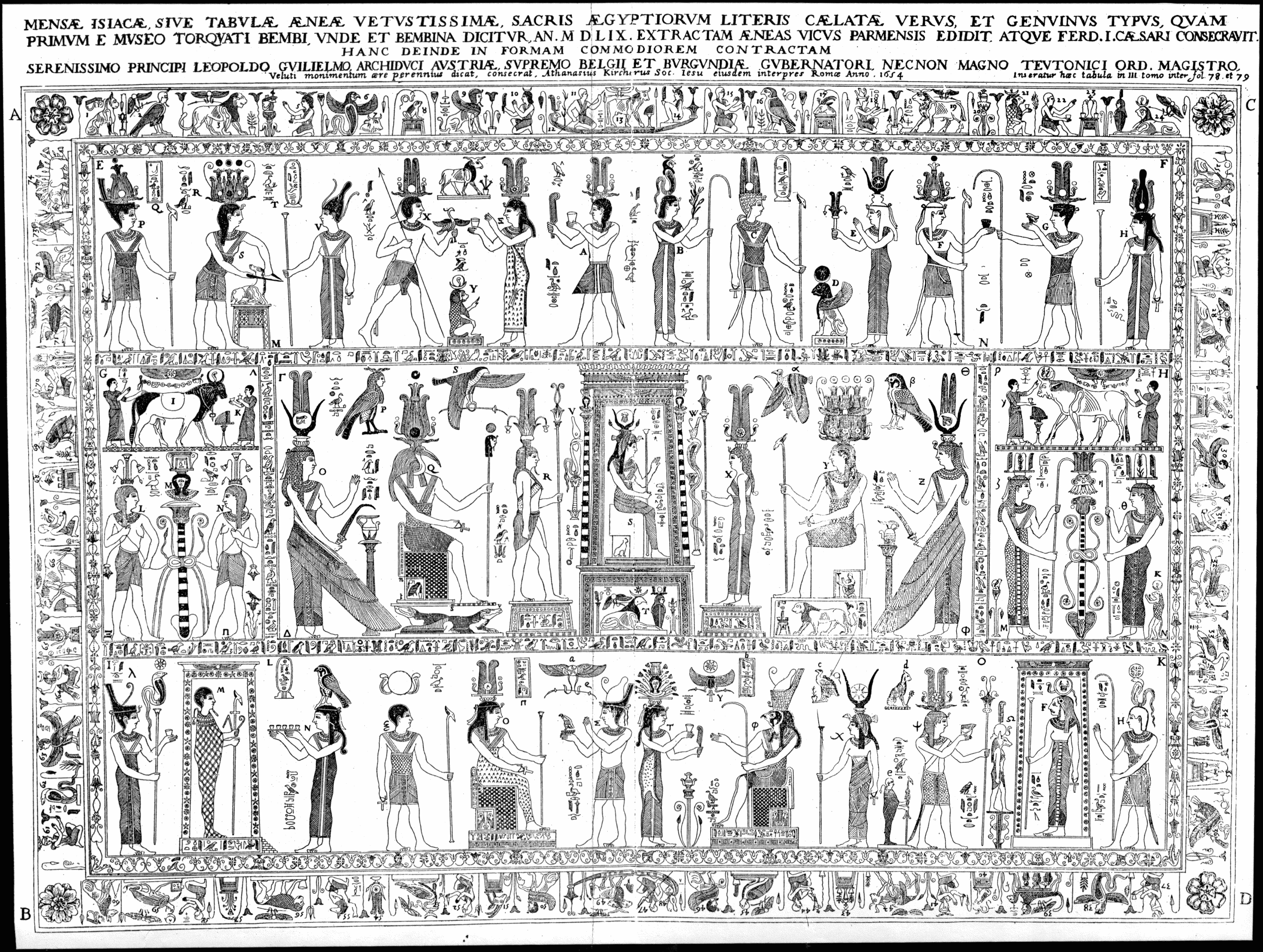
La mensa isiaca, dans le livre d'Athanasius Kircher, Œdipus Ægyptiacus (1652).
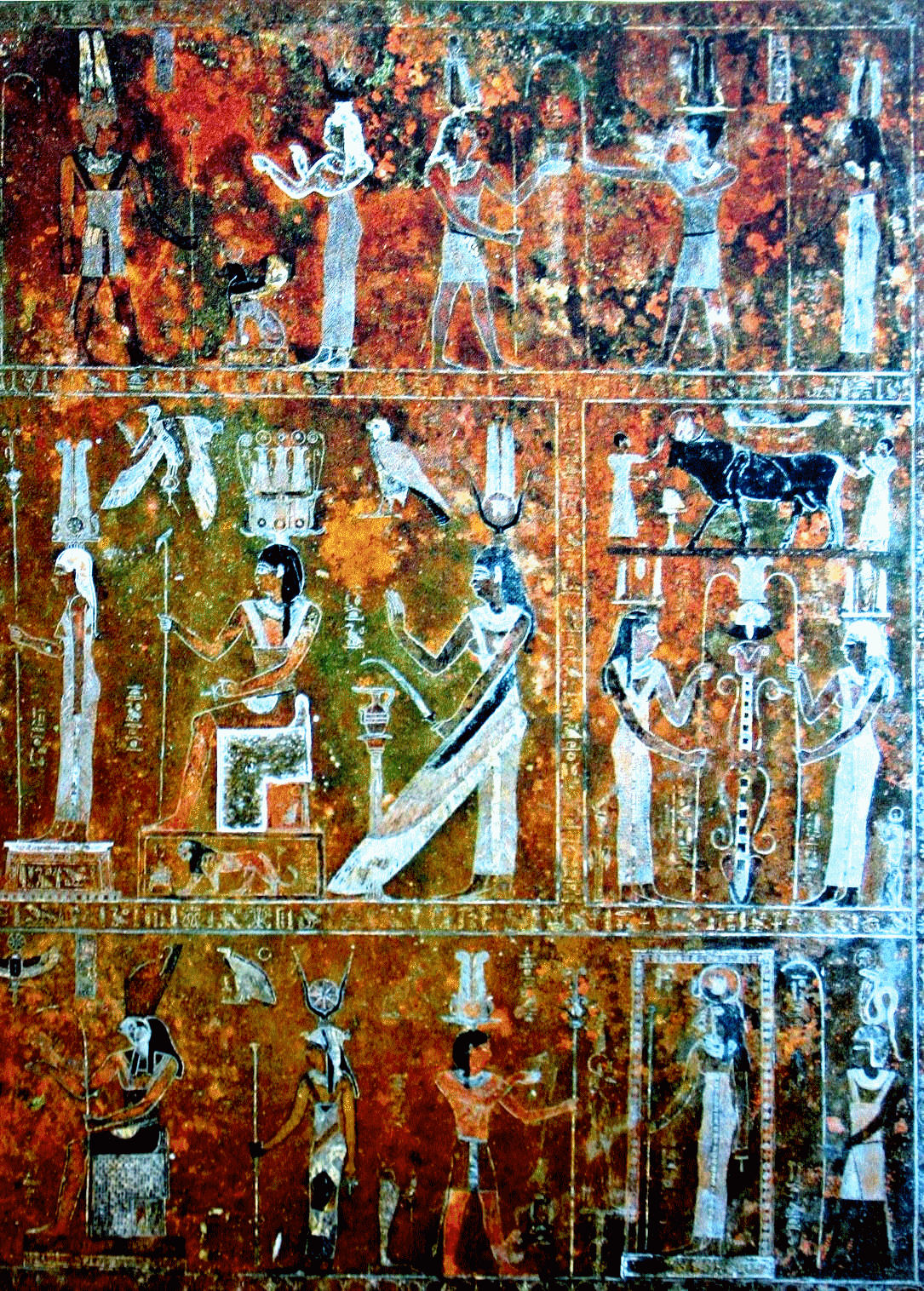
Détail de la mensa isiaca.
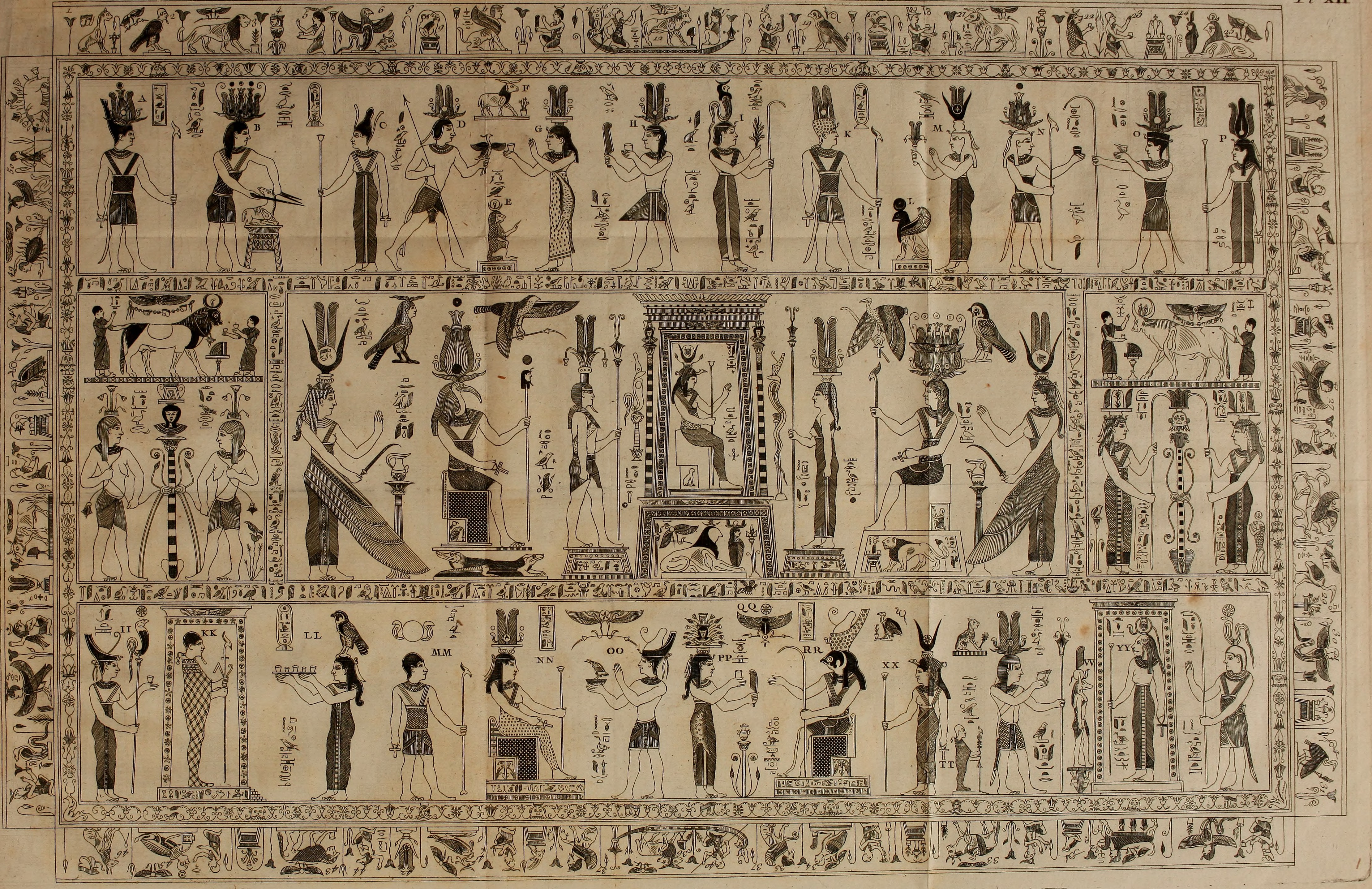
La mensa isiaca, dans le Recueil d'antiquités égyptiennes, étrusques, grecques et romaines (1752) du comte de Caylus (1692-1765).

### Papyrus
Parmi les papyrus, collectés par Bernardino Drovetti et étudiés par Champollion, figurent le canon royal de Turin, le papyrus judiciaire de Turin, le papyrus érotique de Turin et le papyrus minier de Turin.

Papyrus de Turin
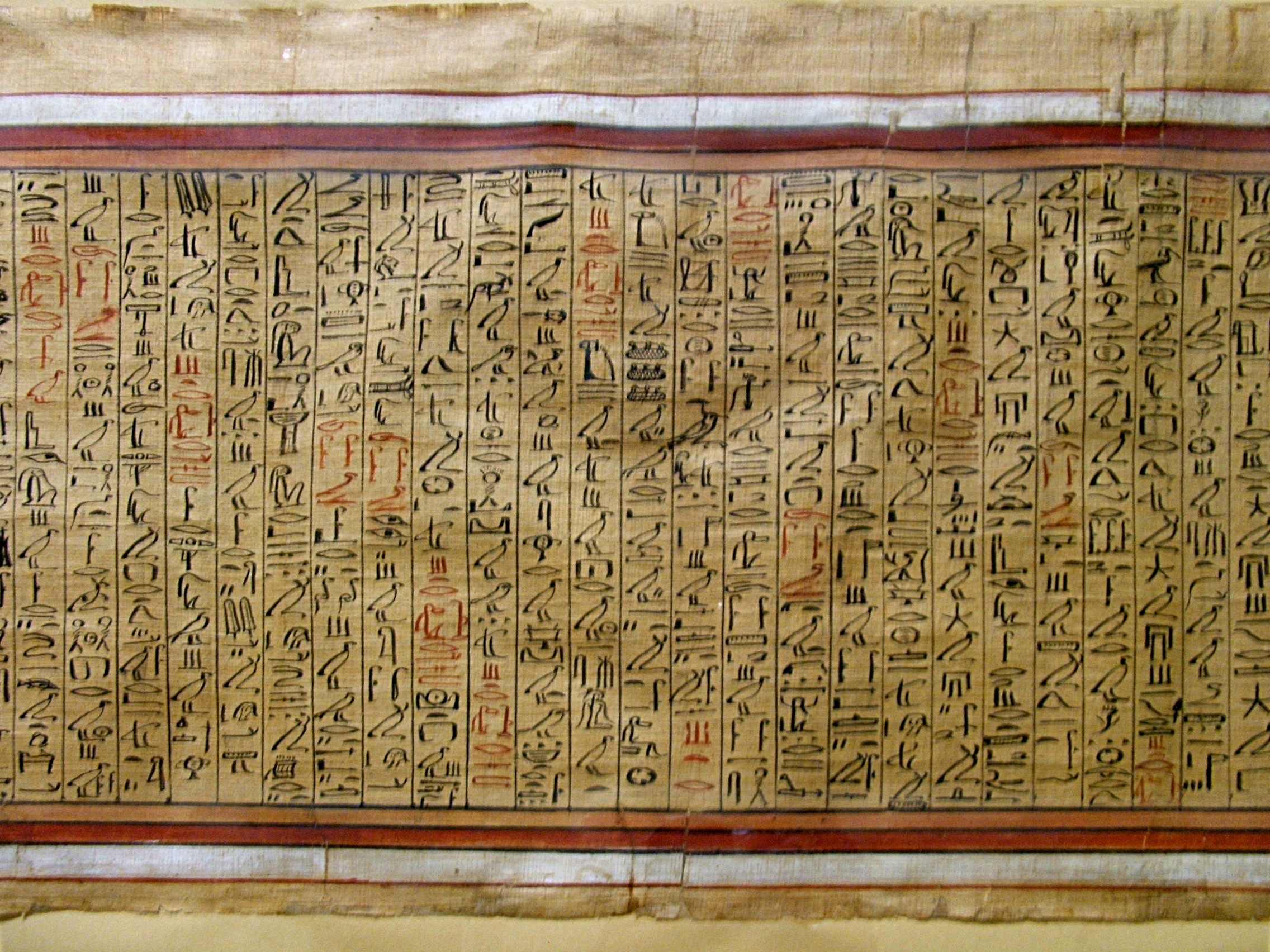
Partie centrale du papyrus de Khâ.
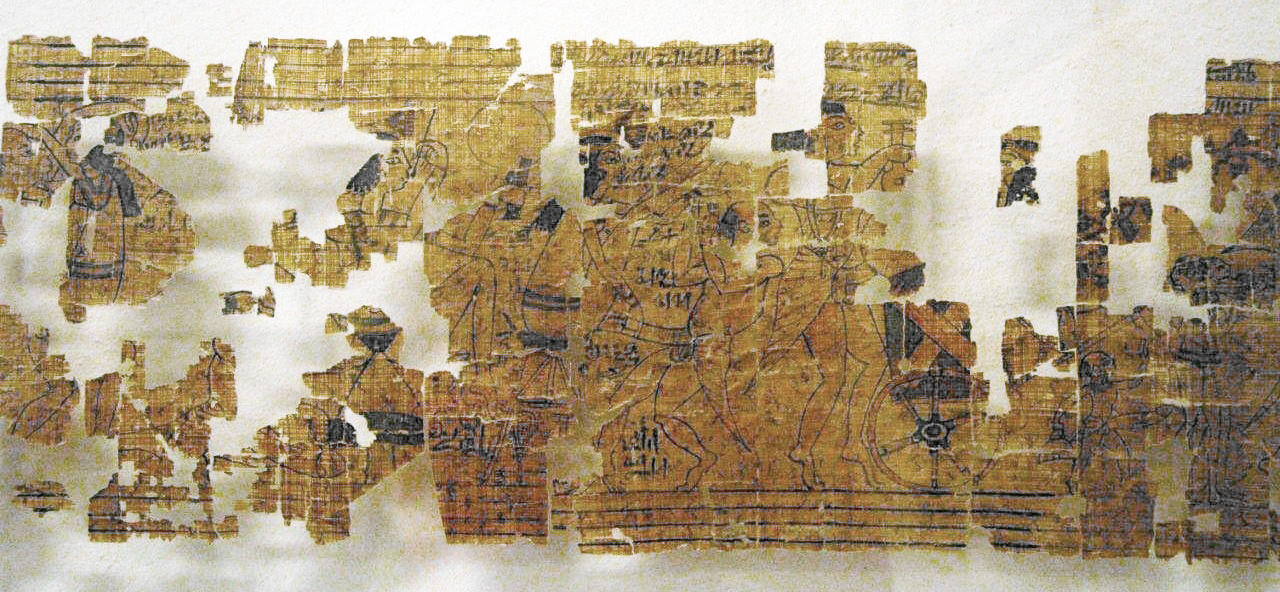
Extrait du papyrus érotique (vers -1150).
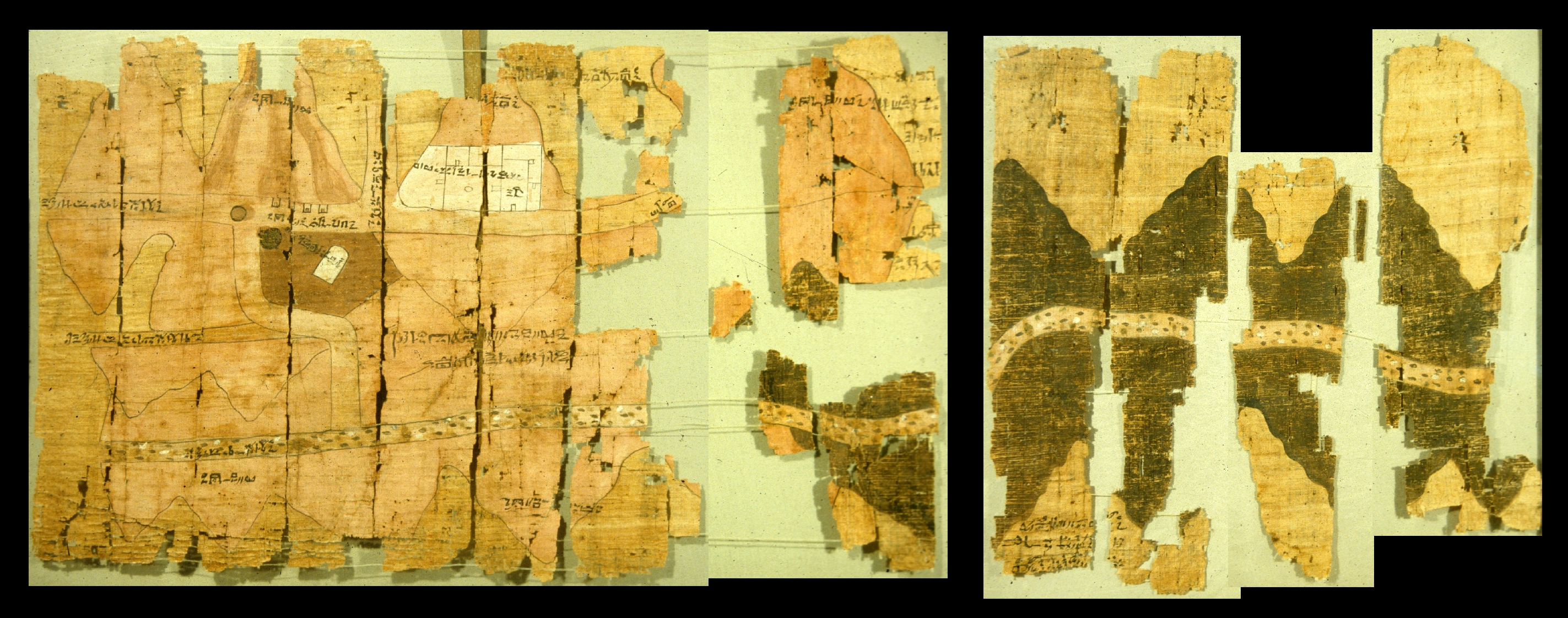
Carte géologique du papyrus minier de Ramsès IV (vers -1120).
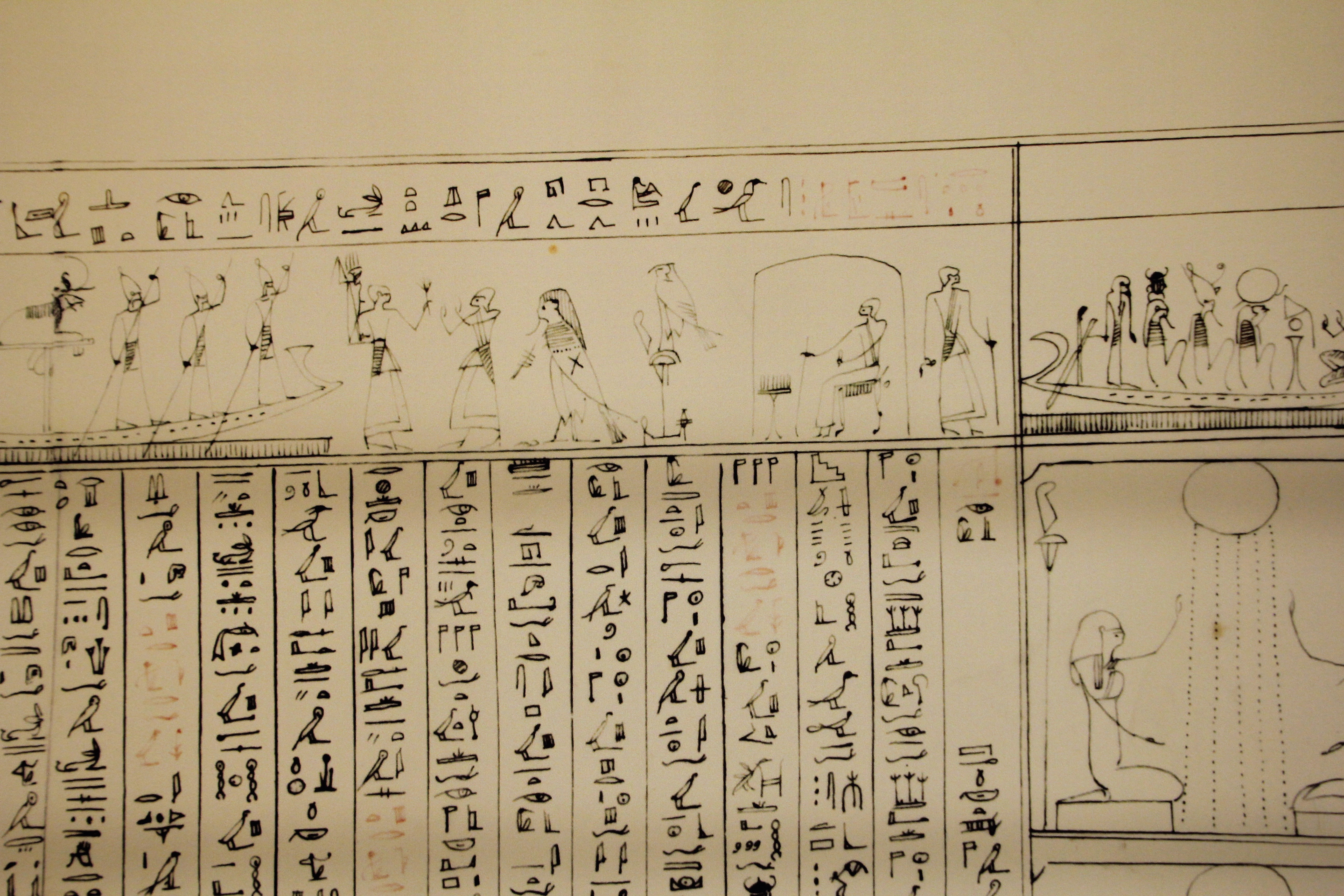
Papyrus.

### Statues et bas-reliefs
- les bas-reliefs de Djéser : fragments en calcaire d'un monument consacré par le pharaon Djéser, découverts à Héliopolis par Ernesto Schiaparelli en 1903 ;

Bas-reliefs de Djéser
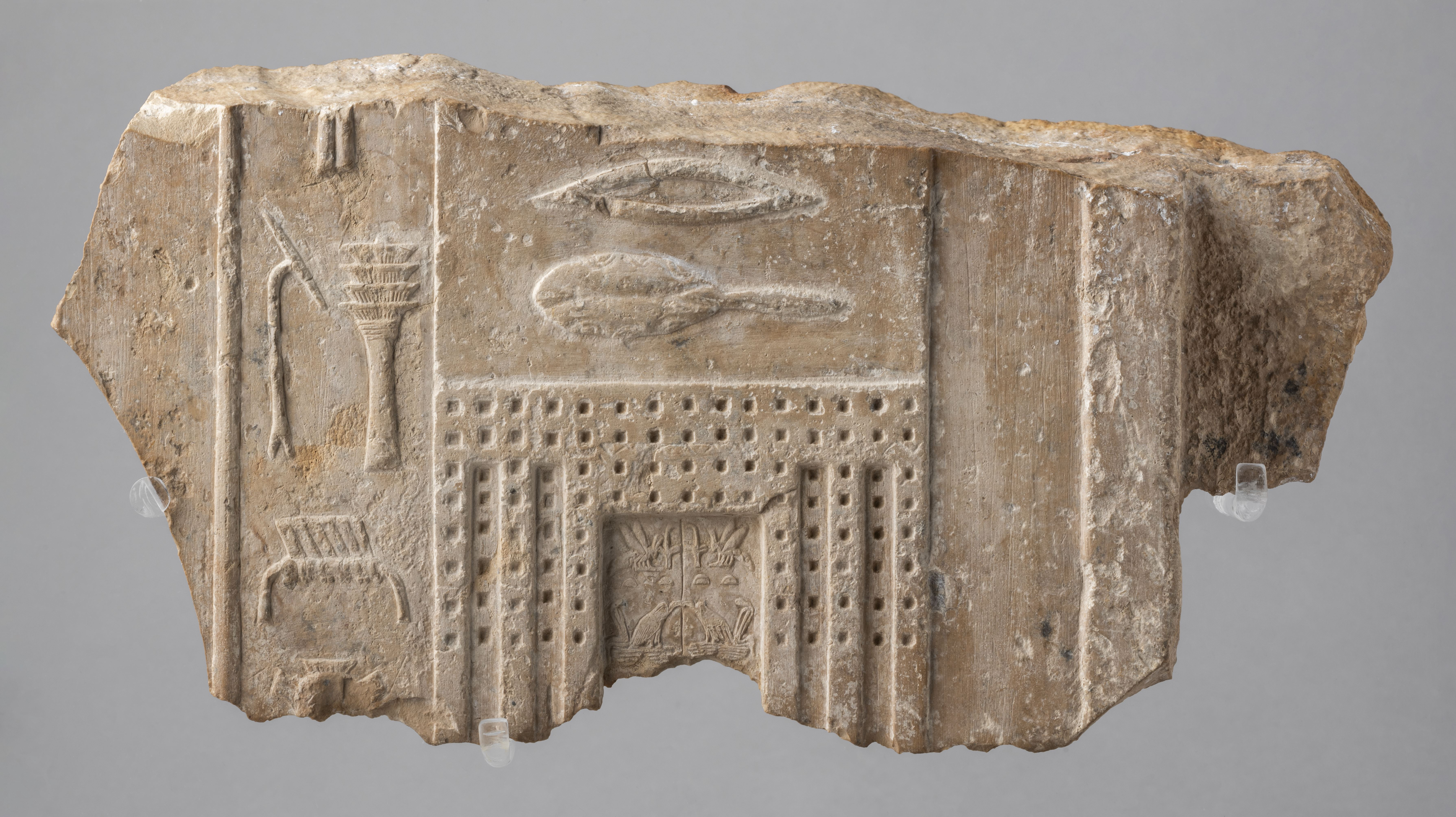
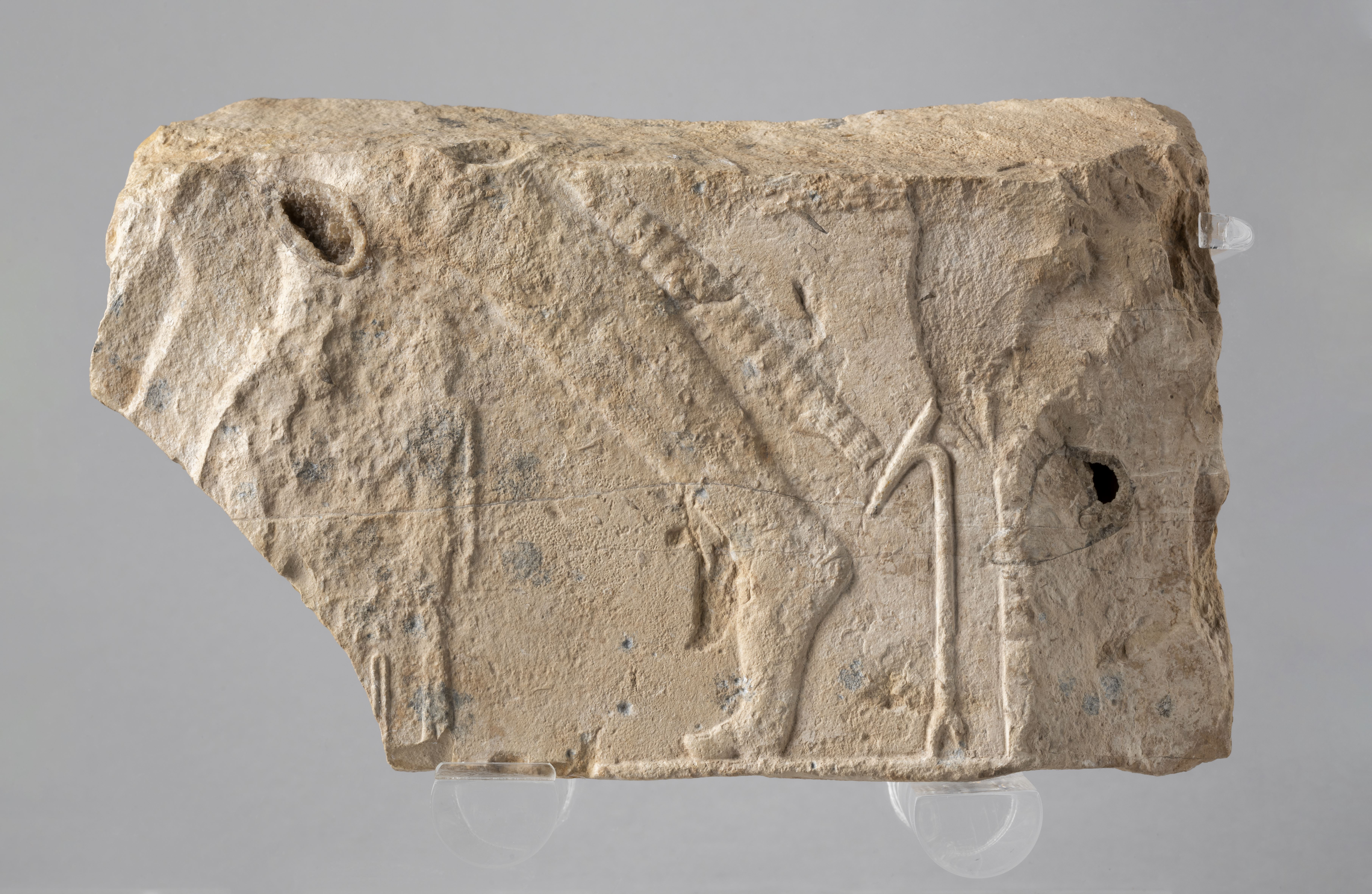

- les statues des déesses Isis et Sekhmet et celle de Ramsès II découvertes par Vitaliano Donati dans le temple de la déesse Mout à Karnak.

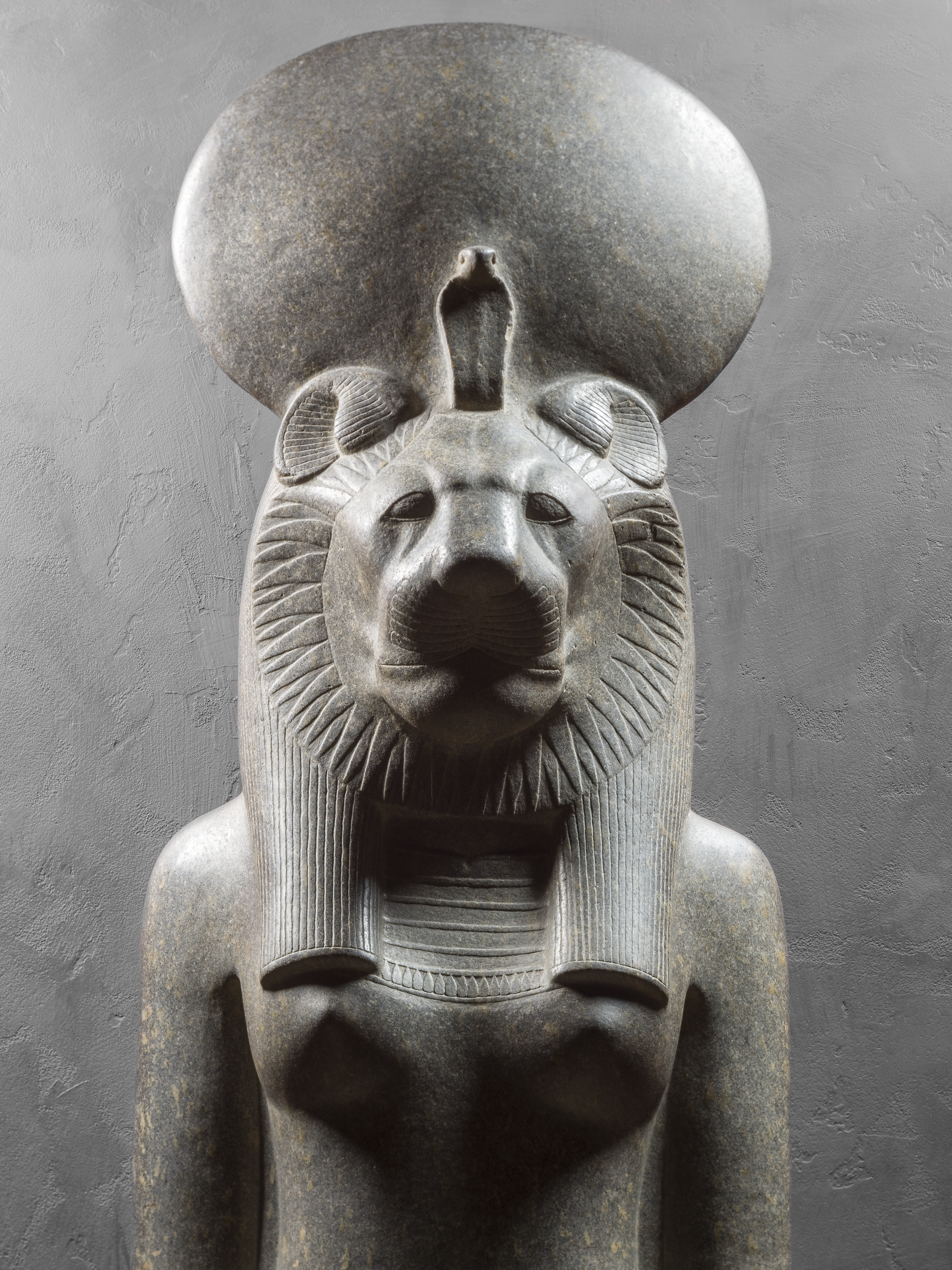
Statue de Sekhmet.
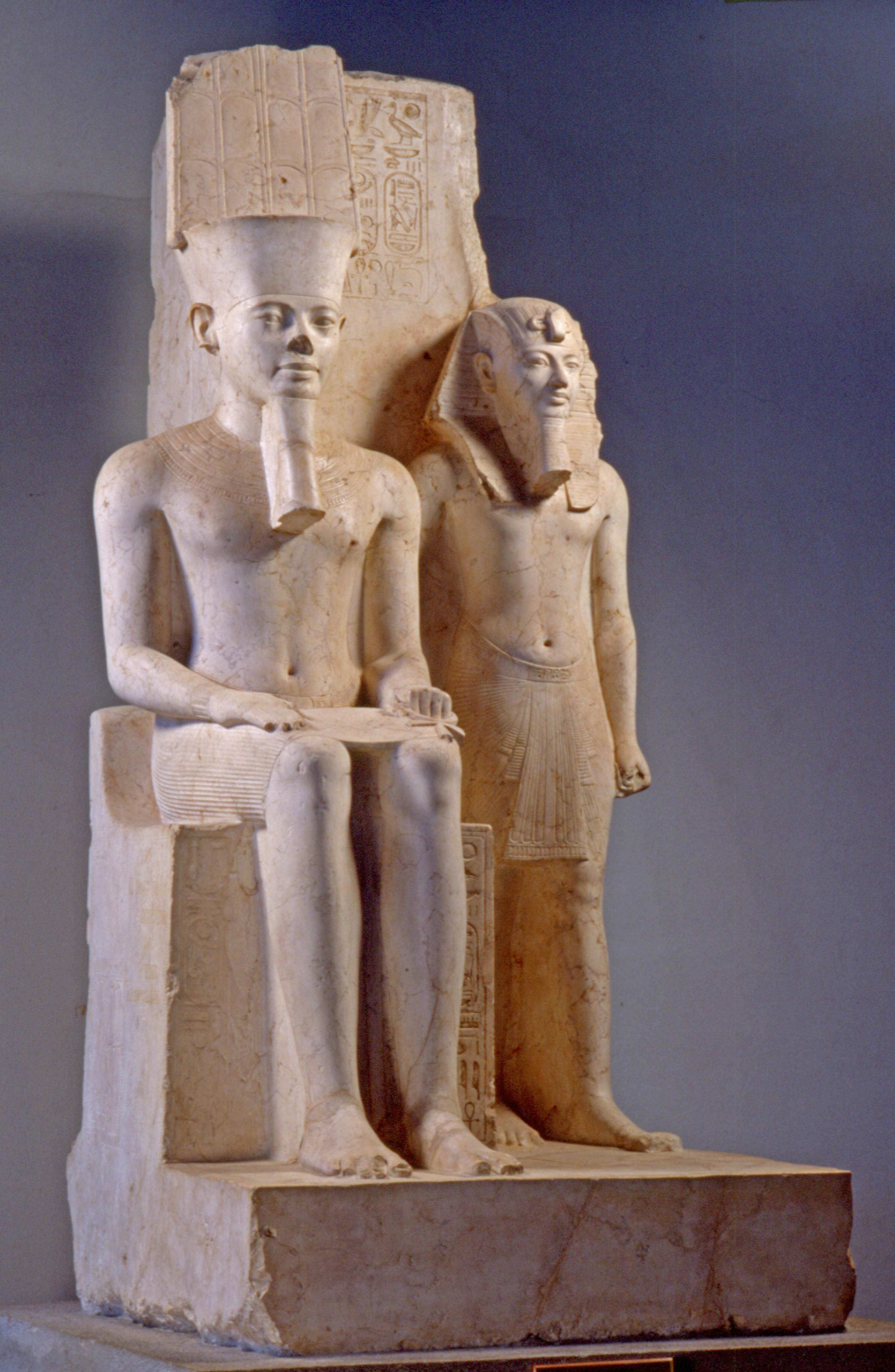
Statue d'Horemheb et Amon.
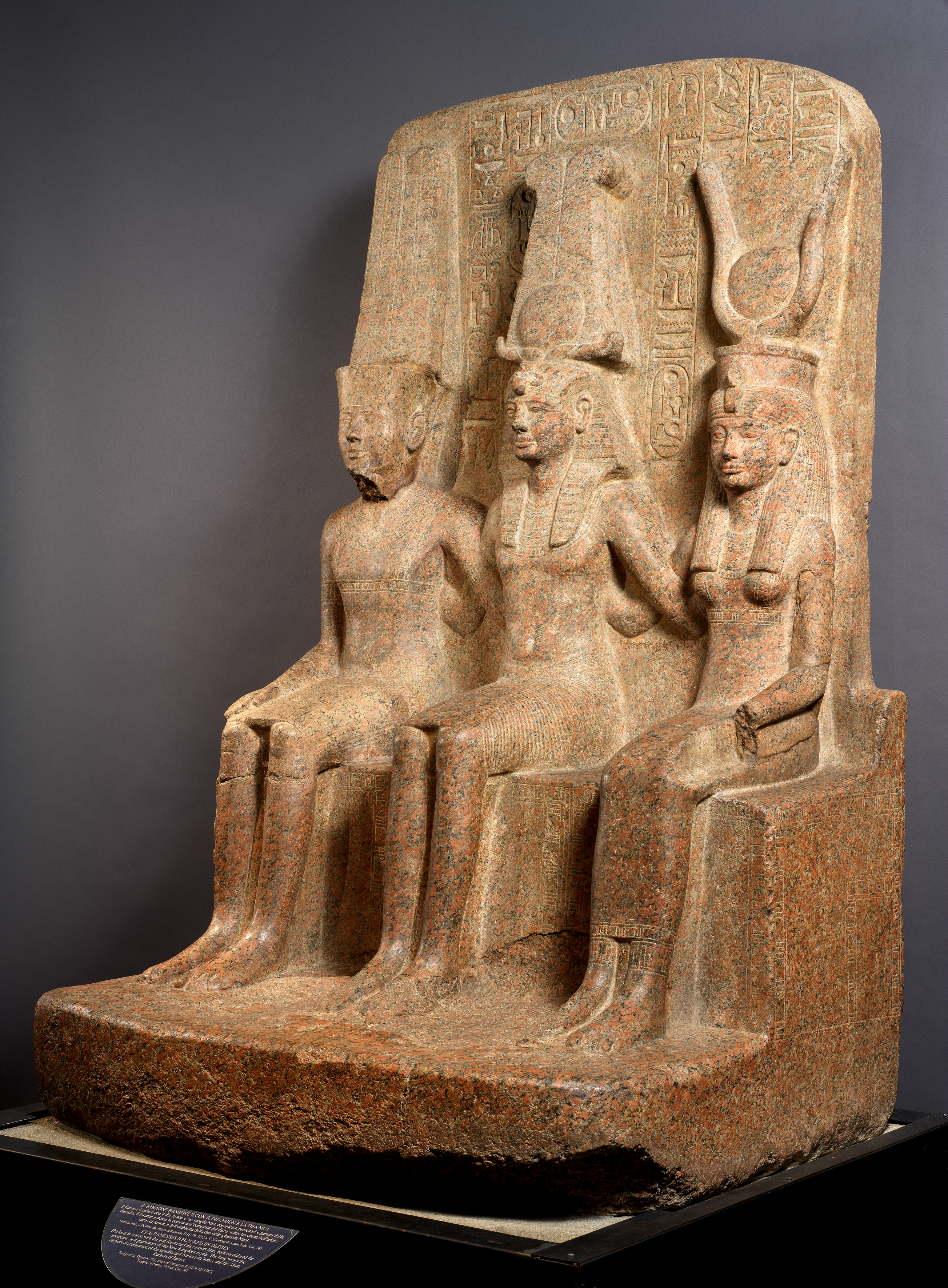
Triade de Ramsès II, Amon et Hathor.
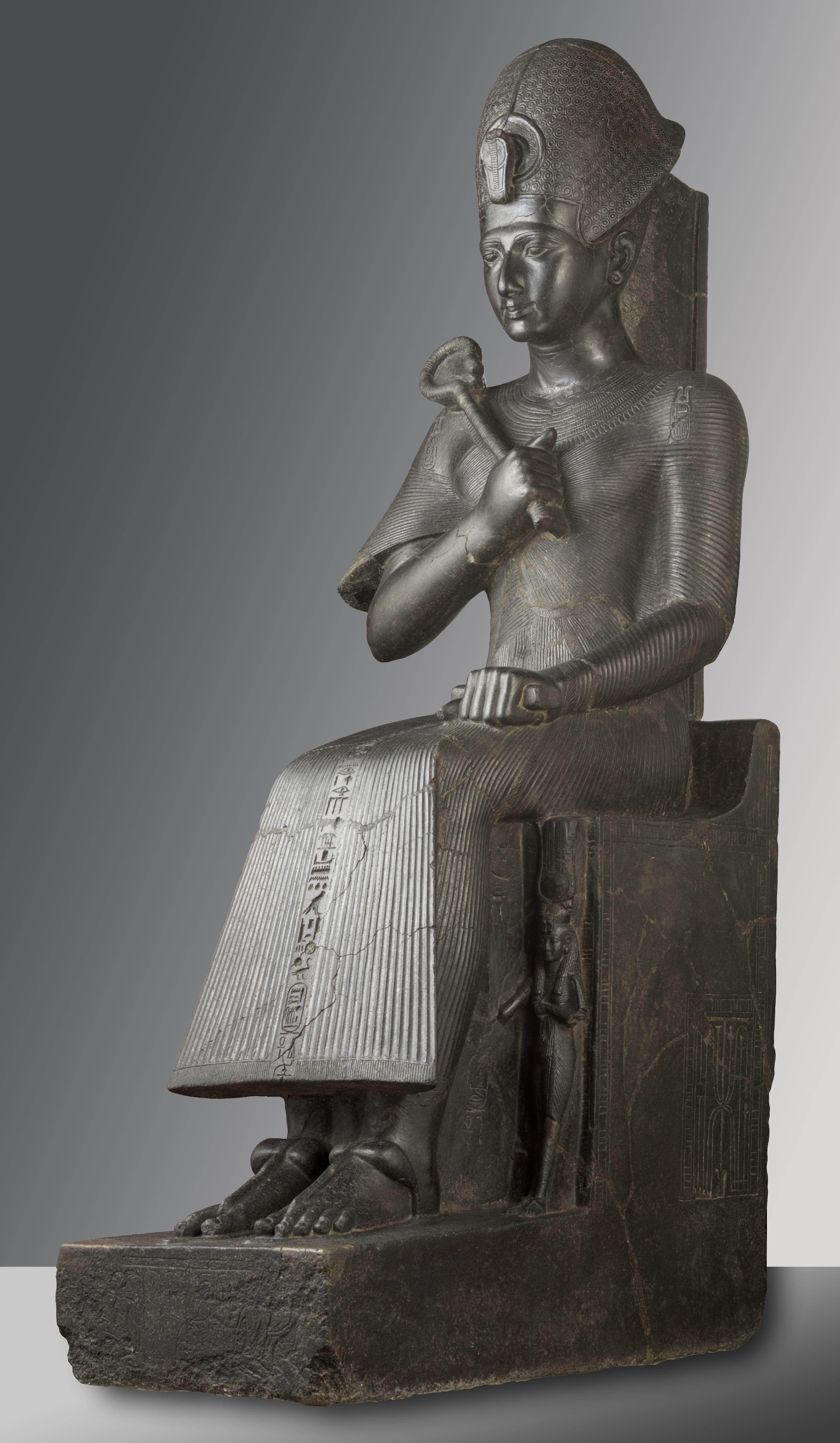
Statue de Ramsès II, 1539-1076 av. J.C.).
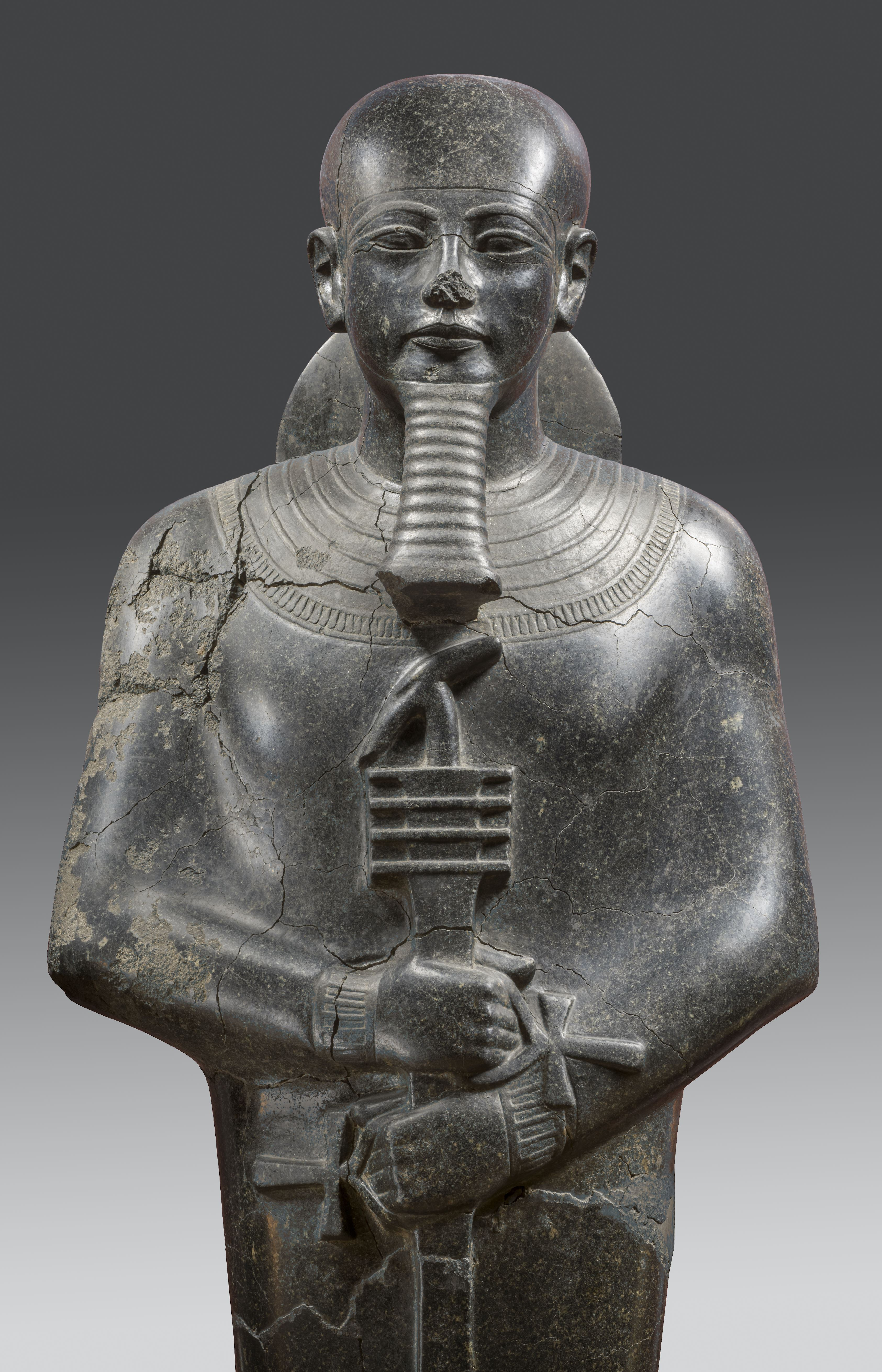
Statue de Ptah.
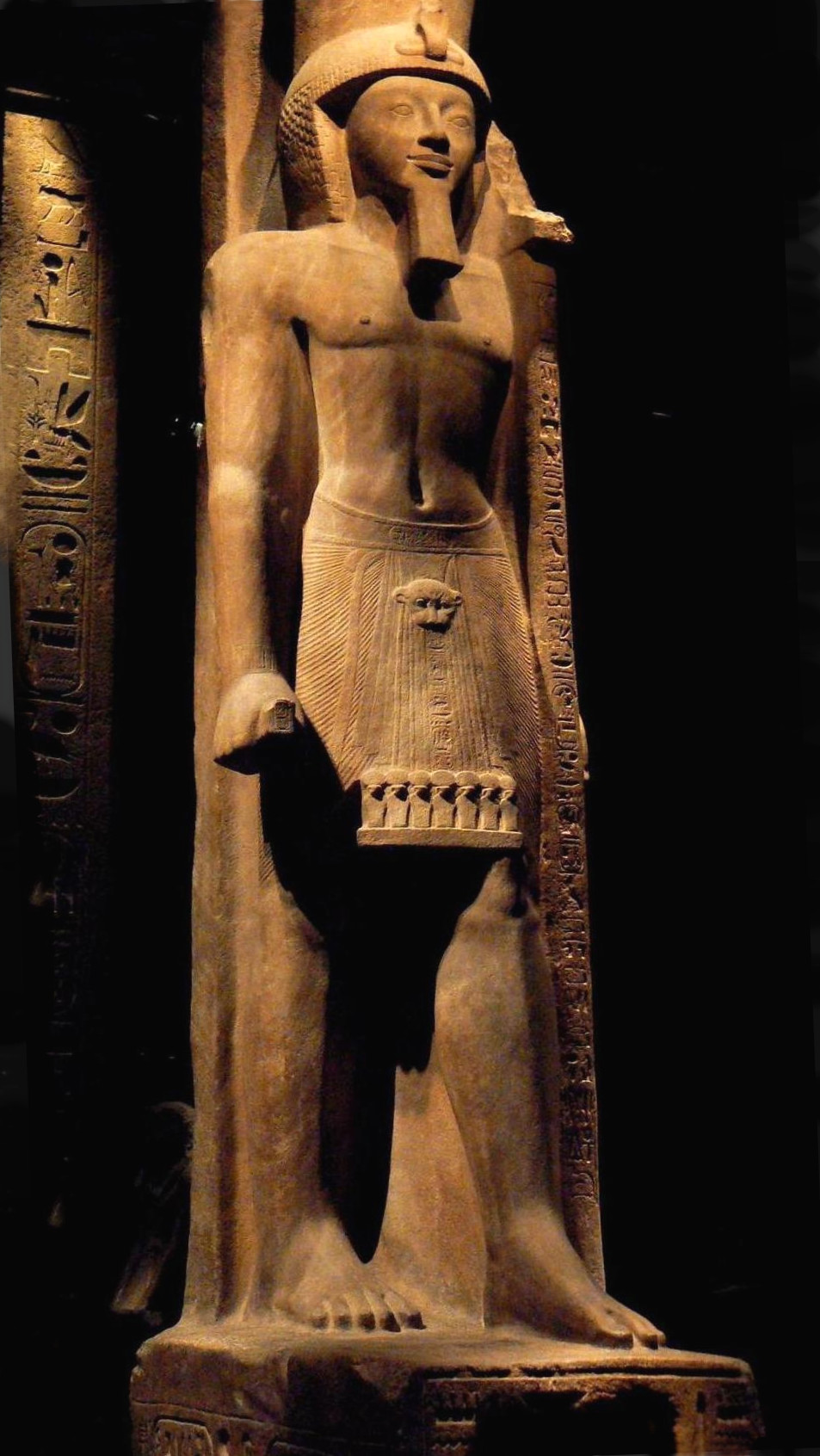
Statue de Séthi II.
Sarcophage d'Ibi.

### Objets divers
| Objet | Description | Origine et datation                                                             |
| ----- | --- | ------------------------------------------------------------------------------- |
|       | Ostrakon avec une danseuse Tesson de poterie figurant une ballerine en position acrobatique. Calcaire. Collection Drovetti | Deir el-Médineh Nouvel Empire XIXe ou XXe dynastie Entre 1291 et 1076 av. J.-C. |
|       | Maquette d'une boulangerie Scène montrant les diverses phases de la fabrication du pain. Bois.                             |                                                                                 |
|       | Rameurs Esclaves ramant dans un bateau. Bois.                                                                              |                                                                                 |
|       | Modèle de barque Bois. | Découvert à Gebelein. Première Période intermédiaire                            |
|       | Paire de sandales |                                                                                 |